# TK421
TK421 è un singolo di Lenny Kravitz, pubblicato il 13 ottobre 2023, come primo estratto dall'album in studio Blue Electric Light. Il titolo del brano musicale è legato al franchise di fantascienza Guerre stellari, in cui, con il termine TK421 è richiamato il numero identificativo dello stormtrooper che ha ricevuto il compito di ispezionare il Millennium Falcon imprigionato nella Morte Nera.

## Video musicale
Il video musicale del brano, diretto da Tanja Muïn'o, è stato pubblicato in concomitanza con l'uscita del singolo.

## Tracce
1. TK421 – 3:15